# Vaccinium simulatum
Vaccinium simulatum är en ljungväxtart som beskrevs av John Kunkel Small. Vaccinium simulatum ingår i Blåbärssläktet, och familjen ljungväxter. Inga underarter finns listade i Catalogue of Life.